# Euclymene uncinata
Euclymene uncinata är en ringmaskart som beskrevs av Imajima och Tokuichi Shiraki 1982. Euclymene uncinata ingår i släktet Euclymene och familjen Maldanidae. Inga underarter finns listade i Catalogue of Life.